# Raftsund
Le Raftsund ou Raftsundet est le nom du détroit séparant les archipels des Lofoten et des Vesterålen, sur la côte nord de la Norvège. Il est emprunté par l'Hurtigruten entre ses escales à Svolvær et Stokmarknes.

## Géographie
Le Raftsund  sépare les îles Austvågøya à l'ouest et Hinnøya à l'est. Il inclut plusieurs îlesː Ulvøya, Brakøya et Stormolla au sud. Il se divise en deux bras de mer de chaque côté de Stormolla, Øyhellsundet à l'ouest et Ulvågsundet à l'est, avant de déboucher sur le Vestfjorden au sud.

## Quelques vues du Raftsund

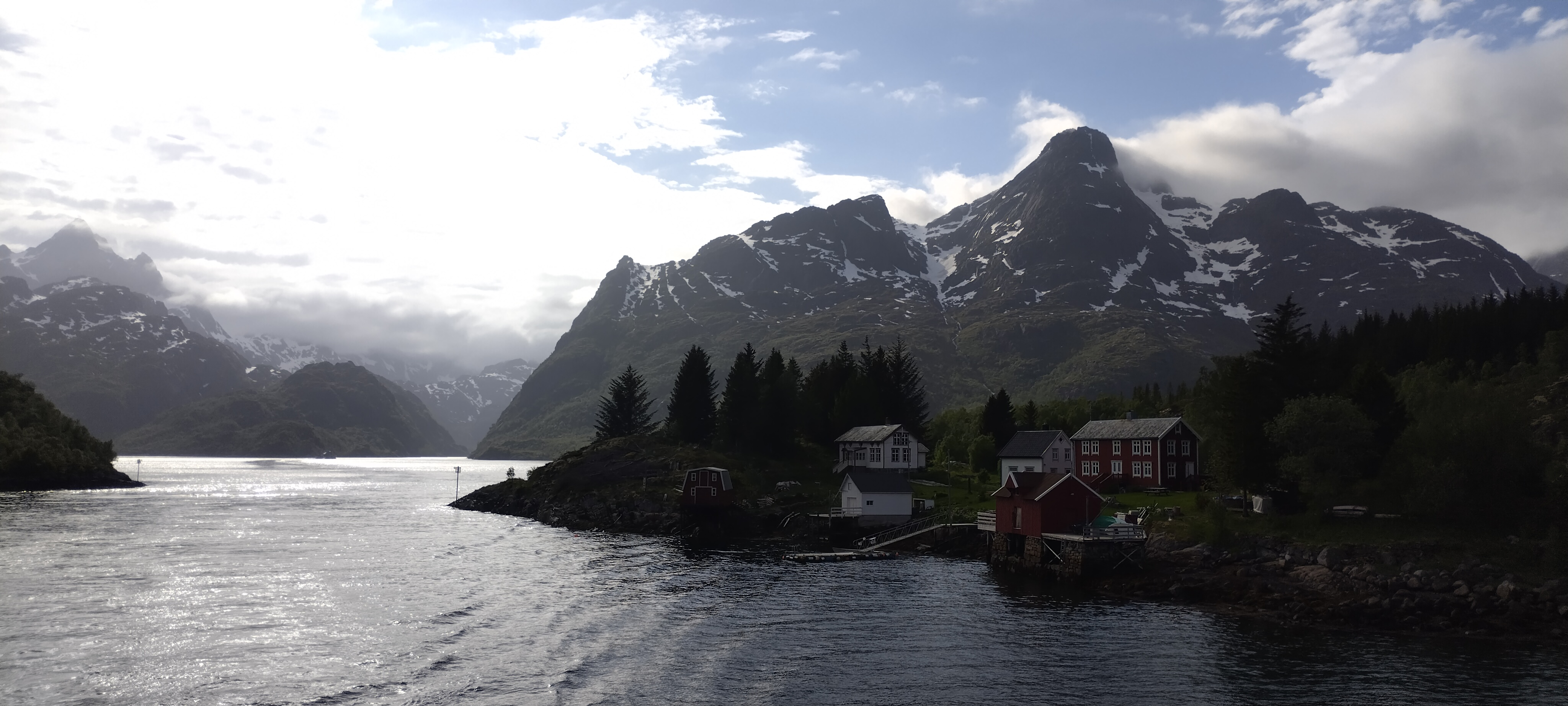
Le Svartsundet relie le Raftsund au Greenfjorden et au Trollfjord.
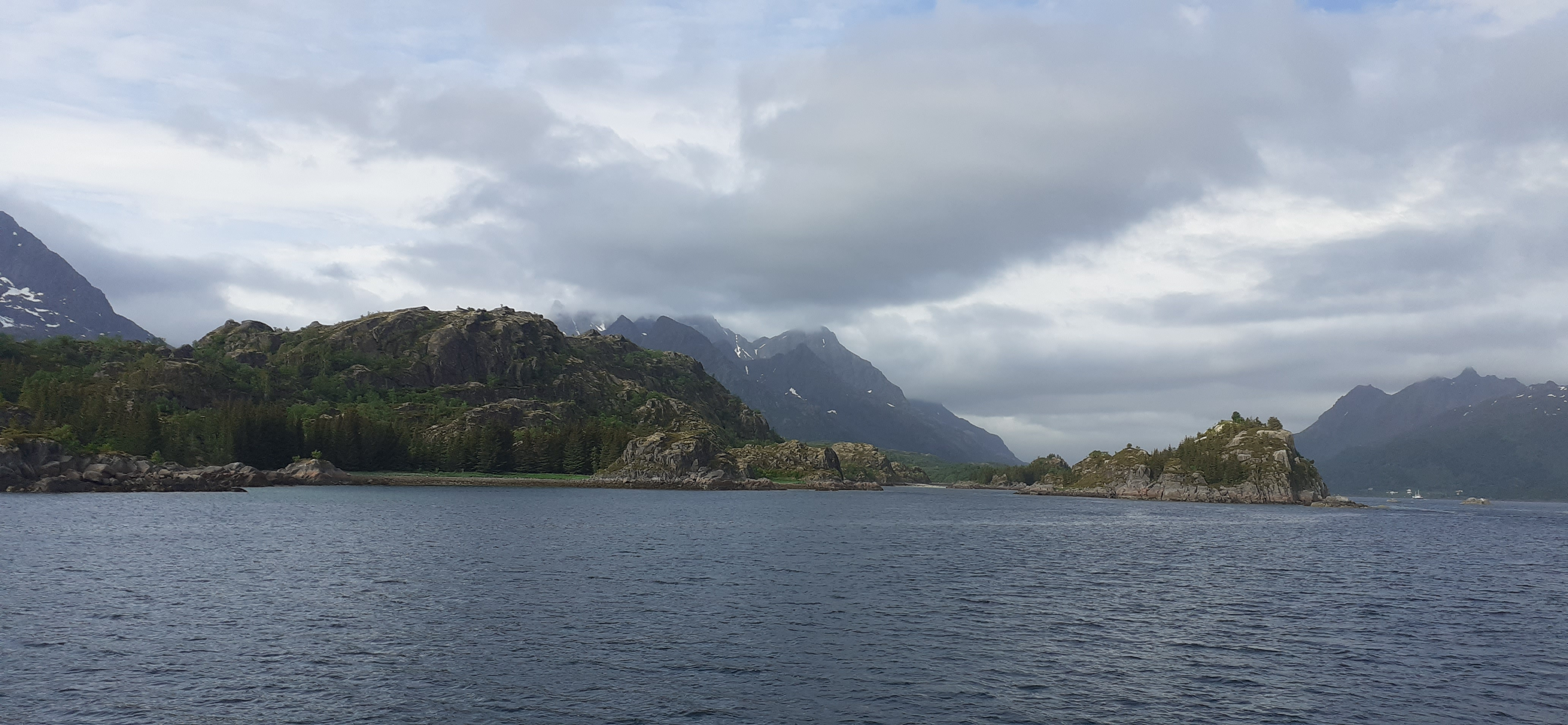
Brakøya et îlot de Brattholmen